# Bonjour, Kathrin
Bonjour, Kathrin ist eine deutsche Filmkomödie aus dem Jahr 1956 mit den Hauptdarstellern Caterina Valente und Peter Alexander. Der Film basiert auf der 1944 uraufgeführten Lustspiel-Operette Die glücklichste Frau der Welt – Das Bett der Pompadour von Kurt Feltz und Max Wallner mit Musik von Fred Raymond.

## Handlung
Kathrin, Sylvio und Pierre sind Musikstudenten in Paris. Wegen ihrer finanziellen Schwierigkeiten muss der Gerichtsvollzieher Fogar sogar ihre Musikinstrumente pfänden. Er erlaubt ihnen aber in seinem Lager weiter damit zu üben. Dort trifft das Trio auf den Komponisten Duval, der ebenfalls in finanziellen Schwierigkeiten steckt.
Duval bietet den drei Musikern an, in seiner neuen Revue mitzuwirken. Doch die Eifersucht von Herrn Columbus, der die Revue finanzieren soll, macht diesen Plan zunichte. Wegen eines Seitensprungs der Diva Denise, für die er die Finanzierung der Revue übernehmen wollte, zieht sich Columbus von diesem Unternehmen zurück und gibt den Auftrag, das Theater in eine Garage umzubauen.
Um zu Geld zu kommen, arbeiten Kathrin, Sylvio und Pierre als Zimmermädchen, Page und Kellner im „Grand Hotel“ in Sanremo, wo auch ein großes Musik-Festival stattfinden soll.
Nachdem Kathrin mit Hilfe eines Schlafmittels die ebenfalls für das Festival angereiste Denise außer Gefecht gesetzt hat, tritt das junge Trio zusammen mit Duval beim Festival mit großem Erfolg auf.
Wieder in Paris angekommen, veranstaltet Pierre ohne Kathrins Wissen einen Werbefeldzug, um ihren Namen bekannt zu machen. Von den, von Pierre fingierten, Berichten über ihr interessantes Vorleben beeindruckt, sagt Columbus zu, eine neue Revue Duvals mit Kathrin zu finanzieren.
Kurz vor der Premiere gelingt es der eifersüchtigen Denise jedoch, den von Pierre inszenierten Schwindel aufzudecken. Columbus zieht sich wieder einmal verärgert zurück und die gesamte Ausstattung für die Revue, die Pierre aus dem Lager des ahnungslosen Fogar entwendet hatte, wandert in die Pfändungsmasse zurück.
So wird aus der Erstaufführung der Revue in Wirklichkeit eine Versteigerung, bei der Kathrin, Sylvio und Pierre jedoch durch ihr Können das Publikum begeistern können. Durch den großen, unerwarteten Erfolg ihrer Darbietung ist für das Trio der Weg zu weiteren Engagements bereitet. Kathrin und Duval sowie Pierre und Therese finden am Ende in Liebe zusammen.

## Lieder
- Komm’ ein bisschen mit nach Italien (Peter Alexander, Caterina Valente, Silvio Francesco)
- Es geht besser, besser, besser (Peter Alexander, Caterina Valente, Silvio Francesco)
- Steig in das Traumboot der Liebe (Caterina Valente, Dietmar Schönherr)
- Bonjour Kathrin (Caterina Valente)
- Gespensterblues (Peter Alexander, Caterina Valente, Silvio Francesco)

## Produktionsnotizen
Andrej Andrejew und Helmut Nentwig schufen die Filmbauten, Hans Tost fungierte als Produktions- und Herstellungsleiter. Die Uraufführung erfolgte am 31. Januar 1956 im Ufa-Palast Essen.

## Kritiken
- Heyne Filmlexikon: „Revuefilm, der gelegentlich sogar ein bisschen Tempo bekommt.“
- Film-Dienst: „Gekonnt in filmischen Rhythmus umgesetztes Musical, das merklich über dem Niveau vergleichbarer deutscher Unterhaltungsfilme steht. Caterina Valentes Temperament macht die eher dünne Story um einige Schlager der 50er Jahre vergessen.“[1]

Bemerkenswerterweise widmete man in der damaligen DDR-Presse diesem Revuefilm mehr Aufmerksamkeit als in der Presse der Bundesrepublik.
- Das Freie Wort, Suhl, schrieb 1956: „Man könnte versucht sein, das Ganze inhaltlich als eine Parodie auf das von Zufälligkeiten abhängige Los unzähliger Künstler in Westdeutschland anzusehen“ und kam zu dem Resümee: „Mit dem ›als Stars entdeckt werden‹ ist das Problem der Armut und Ausweglosigkeit für die Musikstudenten gelöst; und leider für den Film auch.“[2]

- Hans Buchmayer in der Sächsischen Zeitung wies auf den „bombastischen Rundfunk- und Fernsehrummel“ und die „Hektoliter Plakatfarben“ hin, die um die „leidlich hübsch“[e] Caterina Valente aufgebracht worden seien[2]

- Die Märkische Union, Potsdam, stellte fest: „Was allein besticht, ist das technische Raffinement, mit dem der Streifen um die Gunst des Publikums wirbt, wie er versucht, operettenhaften Kunststücke, die alle Möglichkeiten des Experiments ausschöpfen, dem Publikum schmackhaft zu machen. Der Zuspruch des Publikums beweist, daß es ihm gelungen ist, leider...“[2]